# Jaume Ferrer de Blanes

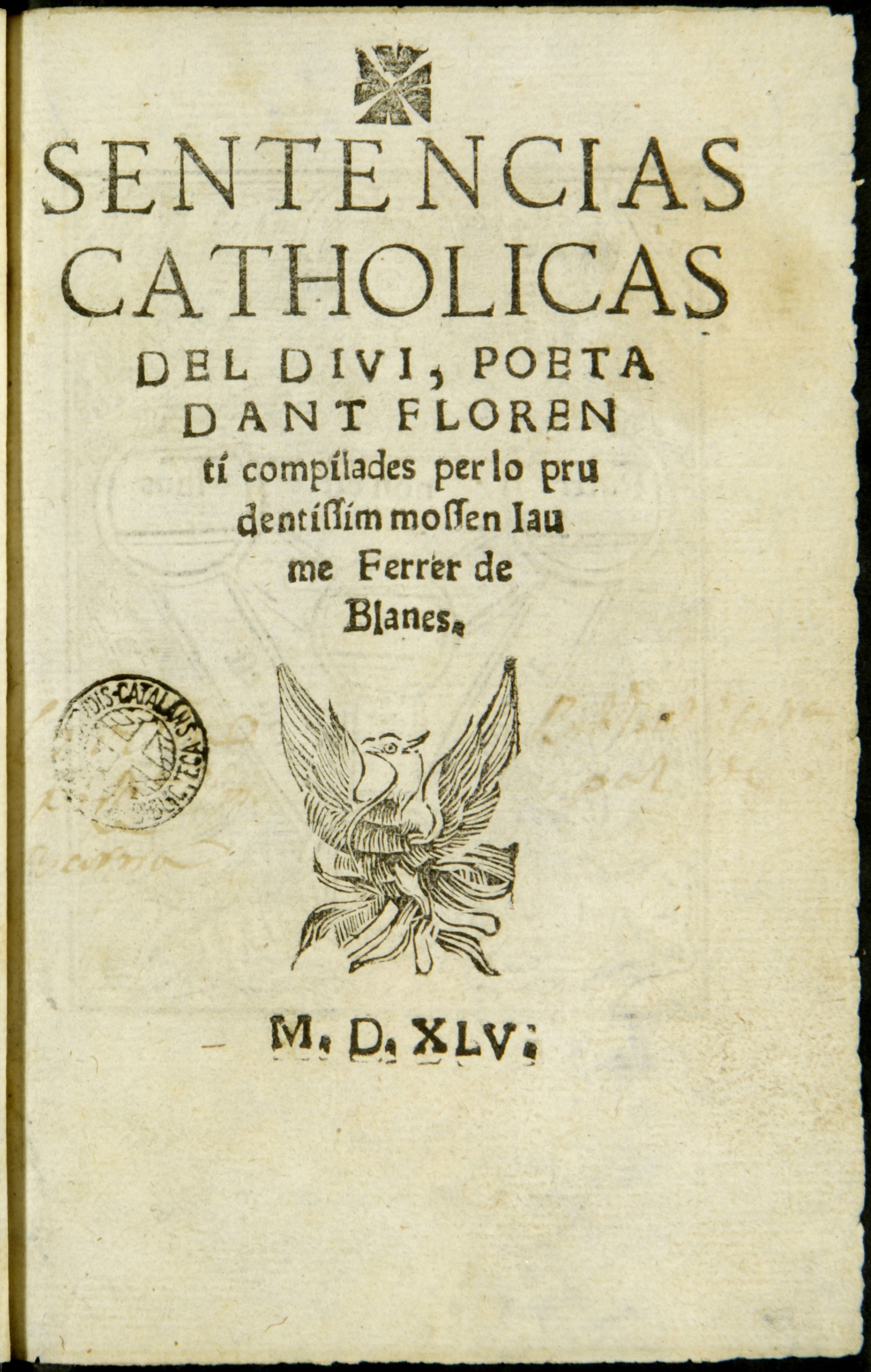
Portada del libro póstumo de Jaume Ferrer Sentencias catholicas... (1545).

Jaume Ferrer de Blanes (Vidreres (Gerona), 1445 – Blanes (Gerona), 1523) fue un político, gemólogo y cosmógrafo de la Corona de Aragón. Trabajó al servicio del rey de Nápoles Fernando I —en la tesorería real y en temas de comercio marítimo, navegación y cartografía— hasta 1480, en que volvió a Cataluña y se instaló en Blanes, desde donde siguió conectado a la Corona. Intervino en la elaboración de un nuevo mapa de las tierras y los océanos después del descubrimiento de América, así como en el trazado de las delimitaciones establecidas en el Tratado de Tordesillas.